# Обманутый рыцарь
«Обманутый рыцарь» (англ. The Baffled Knight, также Blow Away the Morning Dew; Child 112, Roud 11) — народная баллада шотландского происхождения. Фрэнсис Джеймс Чайлд в своём собрании приводит шесть её вариантов (один из них, из сборника Томаса Перси, поместив в приложение), самый старый из которых взят из сборника «Deuteromelia» 1609 года, составленного Томасом Рейвенскрофтом, в котором снабжён мелодией.
На русский язык разные варианты баллады переводили Вера Потапова и, под названием «Сын пастуха», Герман Плисецкий.

## Сюжет
Молодой рыцарь (в других версиях пастушок или сын фермера) встречает на лугу девушку и выражает намерение возлечь с ней прямо здесь и сейчас. Во всех вариантах она изобретает различные предлоги, чтобы не делать этого здесь (например, она указывает, что роса испачкает её новый наряд) и предлагает юноше отвезти её к ней домой, где есть удобная спальня. Он усаживает её на коня и они, как брат и сестра, чинно едут до самых ворот, где девушка заходит внутрь и быстро закрывает перед ним дверь. В одном из вариантов она бросает ему кошелёк с золотом за труды, а также (во всех версиях) советует, на случай, если юноша попадёт в схожую ситуацию, не бояться испачкать девичью одежду и в следующий раз быть настойчивее.
Некоторые версии завершаются следующими строками: «If you would not when you might / You shall not when you would.». Очень похожие на них («The man that will nocht whan he may, / Sall have nocht quhen he wald») содержатся в лирической пасторали XV века «Robene and Makyne», причём сюжеты двух историй имеют отдалённое сходство. Песня «Jock Sheep» (Roud 5862) произошла от этой баллады и обладает более антифеминистской концовкой. В целом подобный сюжет широко распространён в фольклоре Франции, Италии, Испании, Португалии и других европейских стран.